# William Edward McManus
William Edward McManus (* 27. Januar 1914 in Chicago; † 3. März 1997) war ein US-amerikanischer Geistlicher und römisch-katholischer Bischof von Fort Wayne-South Bend.

## Leben
William Edward McManus empfing am 15. April 1939 durch den Erzbischof von Chicago, George William Kardinal Mundelein, das Sakrament der Priesterweihe.
Papst Paul VI. ernannte ihn am 11. Juni 1967 zum Titularbischof von Mesarfelta und Weihbischof in Chicago. Die Bischofsweihe spendete ihm der Erzbischof von Chicago, John Patrick Kardinal Cody am 24. August desselben Jahres; Mitkonsekratoren waren der Bischof von Madison, Cletus Francis O’Donnell, und Weihbischof Aloysius John Wycislo aus Chicago. 
Am 24. August 1976 ernannte ihn Papst Paul VI. zum Bischof von Fort Wayne-South Bend. Die feierliche Amtseinführung (Inthronisation) fand am 19. Oktober desselben Jahres statt.
Papst Johannes Paul II. nahm am 18. Februar 1985 seinen vorzeitigen Rücktritt an.